# Bisbat de Chur

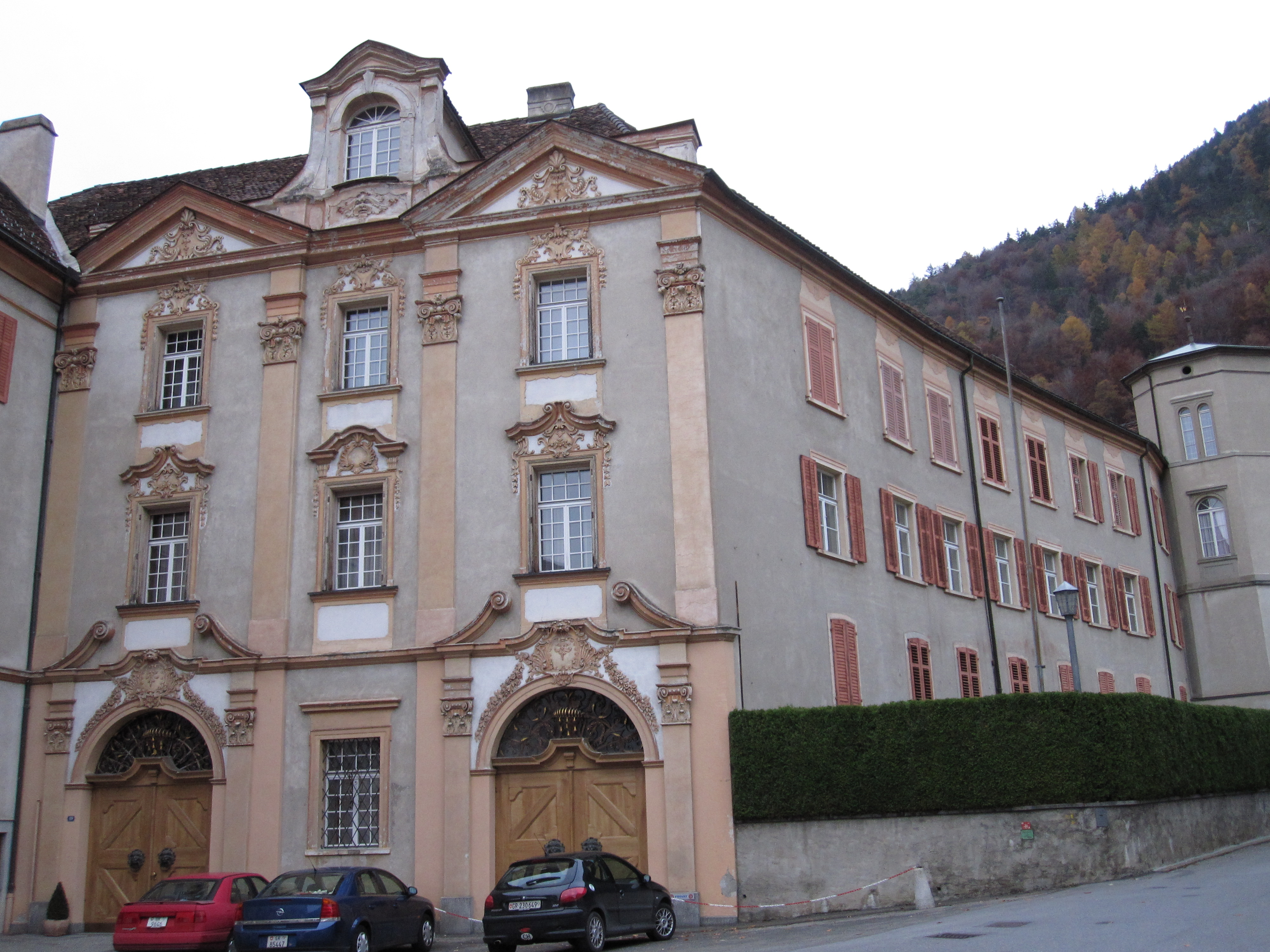
El palau episcopal de Coira.

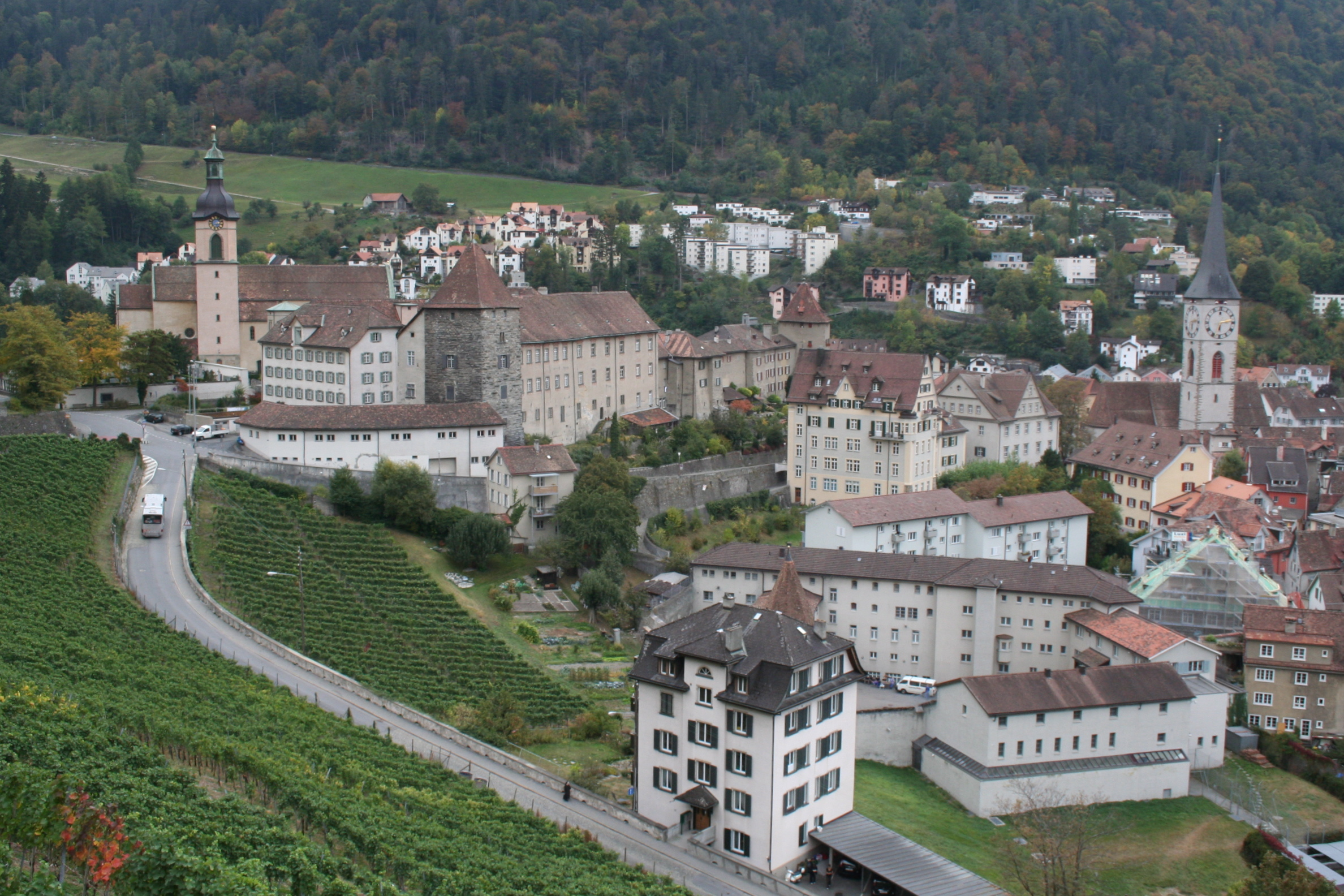
LHof Chur, a l'esquerra de la foto, de propietat de la diòcesi, comprèn la catedral i el palau episcopal; l'església a la dreta és la Martinskirche, església protestant de Coira.

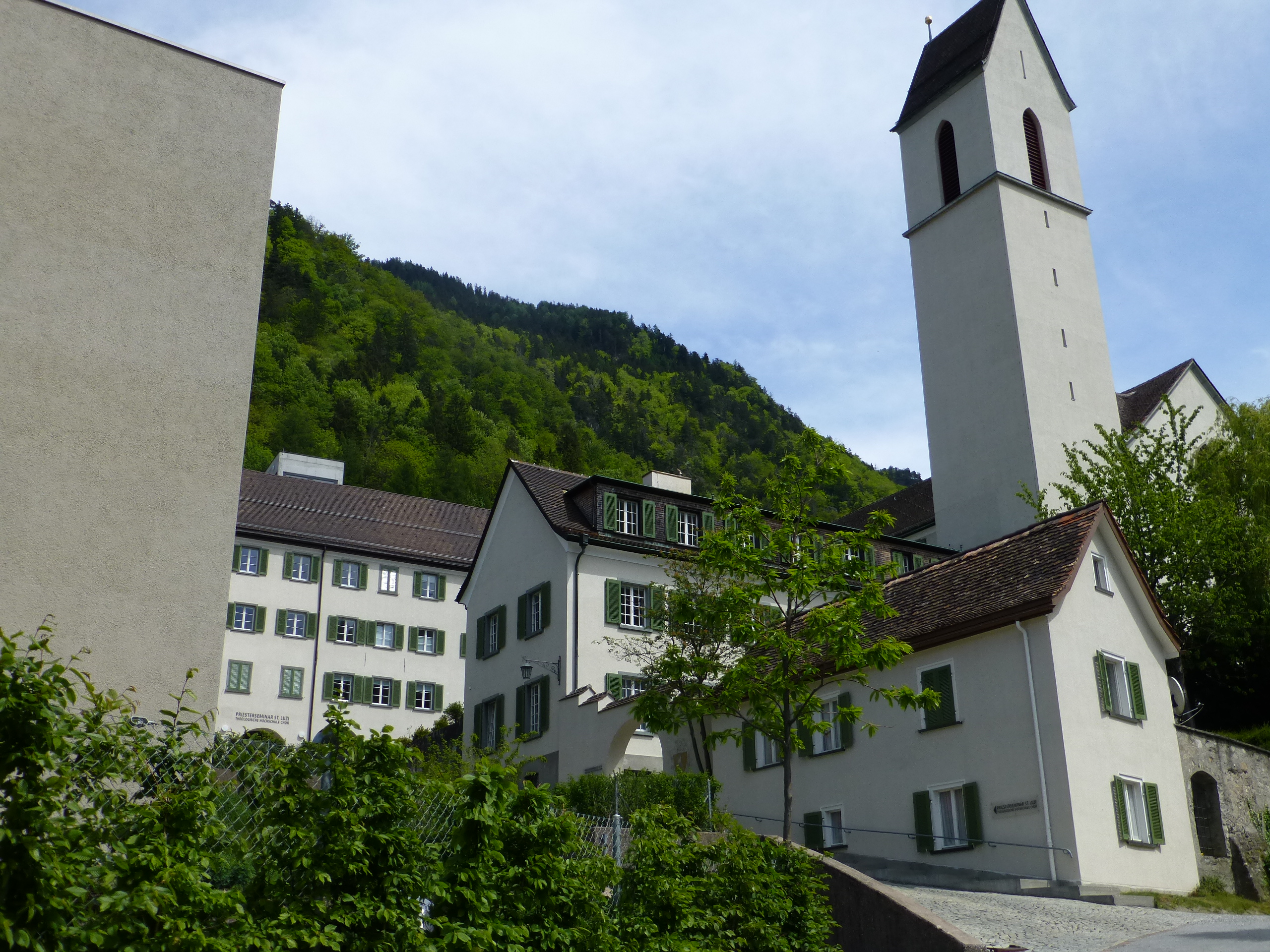
El seminari San Lucio de Coira.

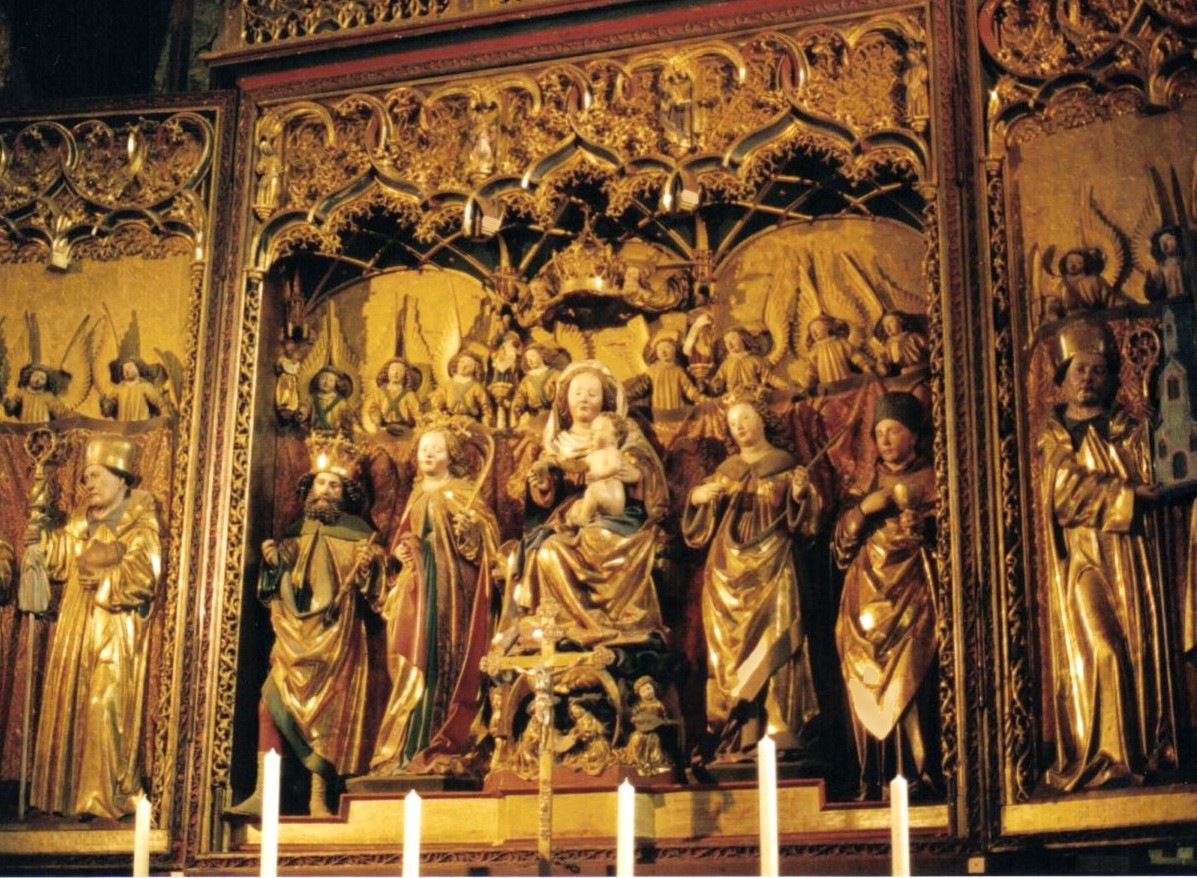
Frontal d'altar de la catedral de Coira.

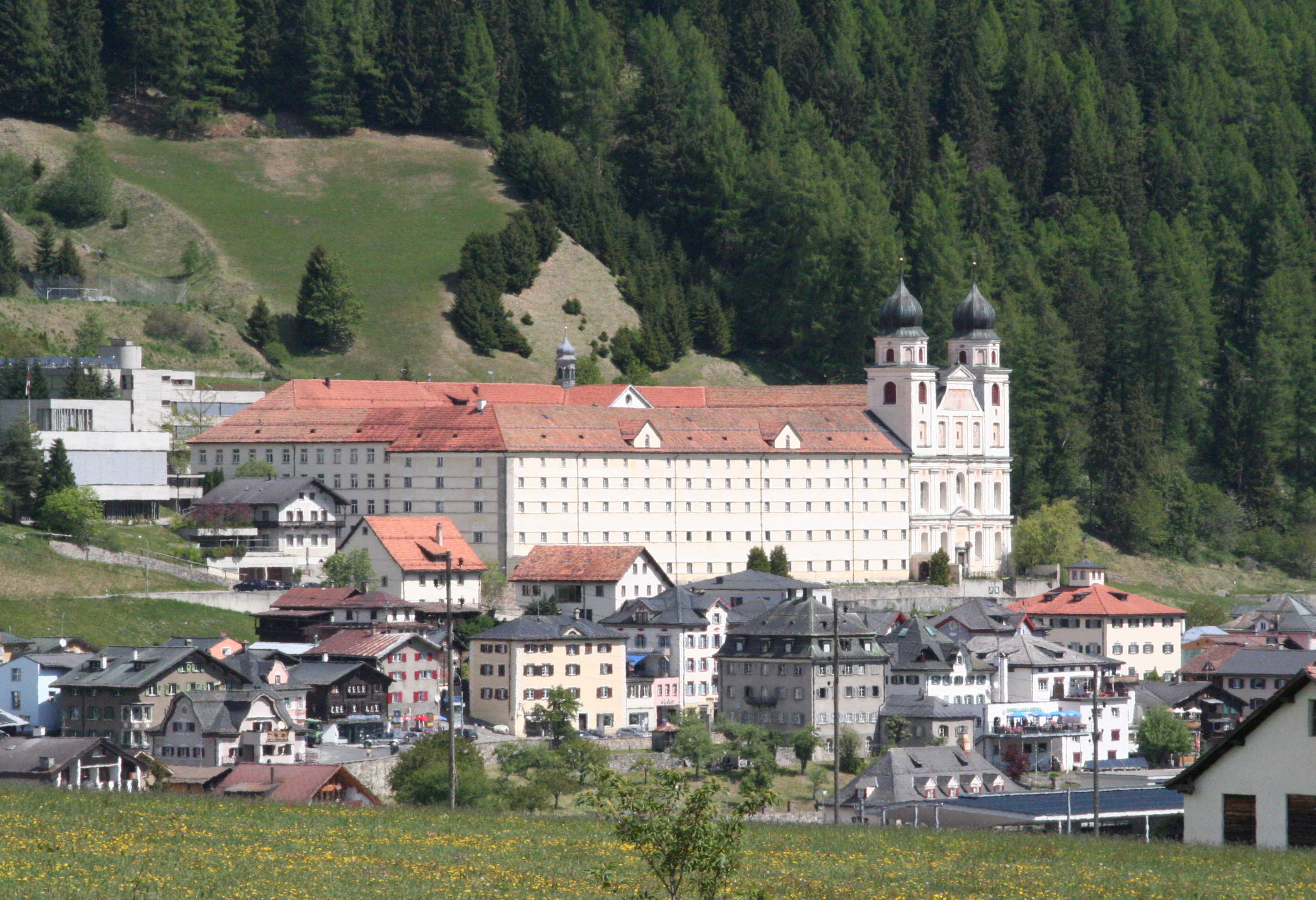
L'abadia benedictina de Disentis, fundada al.

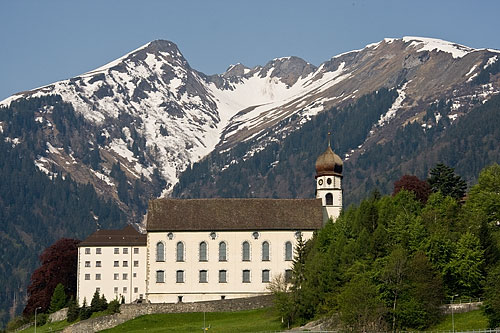
L'abadia benedictina de Pfäfers, també del.

El Bisbat de Chur (alemany: Bischoftum Chur, italià: Vescovato di Coira, llatí: Dioecesis Curiensis) és una diòcesi de l'Església Catòlica Romana, immediatament subjecta a la Santa Seu, amb centre a Chur o Coira al cantó dels Grisons, Suïssa. A l'edat mitjana el bisbe va exercir sobirania temporal sobre una part dels territoris de la diòcesi formant el principat-bisbat de Chur, feu immediat del Sacre Imperi Romanogermànic. El 2013 tenia 650.660 batejats d'un total d'1.859.376 habitants. Actualment està regida pel bisbe Vitus Huonder.
Amb la diòcesi de Basilea i de San Gallo, la diòcesi de Chur gaudeix del privilegi d'un procediment d'elecció del bisbe concordat entre el capítol de la catedral i la Santa Seu, privilegi confirmat pel Papa Pius XI el 1926.

## Territori
La diòcesi comprèn els cantons suïssos de Grisons, Schwyz, Glarus, Zuric, Obwalden, Nidwalden i Uri.
La seu episcopal és la ciutat de Coira, on es troba la catedral d'Assumpció de Maria.
El territori s'estén sobre 12.267 km², i està dividit en 308 parròquies.

## Història
Un bisbe de Chur s'esmenta per primer cop el 451/452 quan un Asinius va assistir al sínode de Milà. però probablement existia ja un segle abans. Segons tradicions locals, el primer bisbe de Chur fou sant Luci de Britànnia, un suposat rei a l'illa de Gran Bretanya, del qual es diu que va morir màrtir a Chur al voltant de l'any 176, i les suposades relíquies del qual es conserven a la catedral. Al segle vii el bisbat va adquirir uns quants territoris cap al sud del llac de Constança. La seu era al principi sufragània de l'arquebisbe de Milà, però després del 
tractat de Verdun el 843, va passar a ser sufragània de Magúncia. Otó I del Sacre Imperi Romano-Germànic va donar el bisbat al seu vassall Hartpert juntament amb nombrosos privilegis incloent-hi el control sobre el pas de Septimer, a l'època el punt de travessia principal a través dels Alps centrals. Aquests concessió reforçava el poder temporal del bisbat, i més tard esdevenia un príncep dins del Sacre Imperi Romanogermànic.
A l'època dels emperadors Hohenstaufen (segles xii i xiii), els bisbes de Chur van estar al seu costat, i per un temps i va haver dos bisbes alhora, sent l'altre nomenat pels papes. Al segle xiv Sigfrid von Gelnhausen adquiria la diòcesi imperial de Chur dels barons de Vaz i representava a l'emperador Enric VII del Sacre Imperi Romanogermànic a Itàlia.
El 1803 la seu es convertia en immediatament subjecta a la Santa Seu. Fins a 1997, l'arxidiòcesi catòlica de Vaduz va ser part de la diòcesi de Chur.

## Llista de Bisbes de Chur
| Anys       | Nom                                                                    | Notes                              |
| ---------- | ---------------------------------------------------------------------- | ---------------------------------- |
| 452-455    | Asini                                                                  |                                    |
| vers 460   | Pruritius                                                              |                                    |
| vers 470   | Claudià                                                                |                                    |
| vers 485   | Ursicí I                                                               |                                    |
| vers 495   | Sidonius                                                               |                                    |
| vers 520   | Eddo                                                                   |                                    |
| 530-546    | Valentinianus                                                          |                                    |
| 548-?      | Paulinus                                                               |                                    |
| vers 590   | Teodor                                                                 |                                    |
| vers 614   | Víctor I                                                               |                                    |
| ?          | Verendarius ?                                                          |                                    |
| ?-681      | Ruthard                                                                |                                    |
| 681-696    | Paschal                                                                |                                    |
| 696?-712   | Víctor II                                                              |                                    |
| 712-735    | Vigilius                                                               |                                    |
| vers 740   | Adalbert                                                               |                                    |
| 754-760    | Ursicinus II                                                           |                                    |
| 759-765    | Tello                                                                  |                                    |
| 773-800?   | Constantius                                                            |                                    |
| 800-820    | Remigius                                                               |                                    |
| 820-833    | Víctor III                                                             |                                    |
| 833-844    | Verendarius                                                            |                                    |
| 844-849    | Gerbrach                                                               |                                    |
| 849-879    | Hesso                                                                  |                                    |
| 879-887    | Rothar                                                                 |                                    |
| 887-914    | Dietholf                                                               |                                    |
| 914-949    | Waldo I                                                                |                                    |
| 949-968    | Hartbert                                                               |                                    |
| 969-995    | Hiltibold                                                              |                                    |
| 995-1002   | Waldo II                                                               |                                    |
| 1002–1026  | Ulrich I                                                               |                                    |
| 1026–1039  | Hartmann I                                                             |                                    |
| 1039–1070  | Dietmar                                                                |                                    |
| 1070–1078  | Heinrich I                                                             |                                    |
| 1079–1088  | Norbert                                                                |                                    |
| 1089–1095  | Ulrich II von Tarasp                                                   |                                    |
| 1095–1122  | Guido                                                                  |                                    |
| 1122–1142  | Konrad I von Biberegg                                                  |                                    |
| 1142–1150  | Konrad II von Tegerfelden                                              |                                    |
| 1150–1160  | Adalgod                                                                |                                    |
| 1160–1170  | Egino von Ehrenfels                                                    |                                    |
| 1170–1179  | Ulrich III von Tegerfelden                                             |                                    |
| 1179–1180  | Bruno von Ehrenfels                                                    |                                    |
| 1180–1193  | Heinrich II von Arbon                                                  |                                    |
| 1194?-1200 | Arnold I von Matsch                                                    |                                    |
| 1200–1209  | Rainier                                                                |                                    |
| 1209       | Walter von Tegerfelden                                                 |                                    |
| 1209–1221  | Arnold II von Matsch                                                   |                                    |
| 1221–1222  | Heinrich III von Realta i/o Albrecht von Güttingen, abat de Sankt Gall |                                    |
| 1222–1226  | Rudolf I von Güttingen                                                 |                                    |
| 1226–1233  | Berthold von Helfenstein                                               |                                    |
| 1233–1237  | Ulrich IV von Kyburg                                                   |                                    |
| 1237–1251  | Volkhard von Neuenburg                                                 |                                    |
| 1251–1272  | Heinrich IV von Montfort                                               |                                    |
| 1272–1282  | Konrad III von Belmont                                                 |                                    |
| 1282–1290  | Friedrich I von Montfort                                               |                                    |
| 1290–1298  | Berthold II von Heiligenber                                            |                                    |
| 1298       | Hugo von Montfort                                                      |                                    |
| 1298–1321  | Siegfried von Geilnhausen                                              |                                    |
| 1321–1324  | Rudolf II von Montfort                                                 |                                    |
| 1324–1325  | Hermann von Eichenbach                                                 |                                    |
| 1325–1331  | Johann I von Pfefferhart                                               |                                    |
| 1331–1355  | Ulrich V von Lenzburg                                                  |                                    |
| 1355–1368  | Peter Gelyto                                                           |                                    |
| 1368–1376  | Friedrich II von Erdingen                                              |                                    |
| 1376–1388  | Johann II von Ehingen                                                  |                                    |
| 1388–1390  | Bartholomew                                                            |                                    |
| 1390–1416  | Hartmann II von Werdenberg-Sargans                                     |                                    |
| 1416–1417  | Johann III Ambundi                                                     |                                    |
| 1417–1440  | Johann IV Naso                                                         |                                    |
| 1440–1441  | Konrad IV von Rechberg                                                 |                                    |
| 1441–1453  | Heinrich V von Höwen                                                   | bisbe de Constança                 |
| 1453–1458  | Leonhard Wyssmayer                                                     |                                    |
| 1458–1491  | Ortlieb von Brandis                                                    |                                    |
| 1491–1503  | Heinrich VI von Höwen                                                  |                                    |
| 1503–1541  | Paul Ziegler von Ziegelberg                                            |                                    |
| 1541–1548  | Licius Iter                                                            |                                    |
| 1548–1565  | Thomas Planta                                                          |                                    |
| 1565–1581  | Beatus à Porta                                                         |                                    |
| 1581–1601  | Peter II von Rascher                                                   |                                    |
| 1601–1627  | Giovanni V                                                             |                                    |
| 1627–1635  | Joseph Mohr, von Zernez                                                |                                    |
| 1636–1661  | Giovanni VI                                                            |                                    |
| 1661–1692  | Ulrich VI di Monte-Villa                                               |                                    |
| 1692–1728  | Ulrich VII von Federspiel                                              |                                    |
| 1728–1754  | Joseph Benedict von Rost                                               |                                    |
| 1755–1777  | Johann Anton von Federspiel                                            |                                    |
| 1777–1794  | Franz Dionysius von Rost                                               |                                    |
| 1794–1833  | Karl Rudolf Graf von Buol-Schauenstein                                 | darrer príncep-bisbe (fins a 1803) |
| 1834–1844  | Johann Georg Bossi                                                     |                                    |
| 1844–1859  | Kaspar I de Carl ab Hohenbalken                                        |                                    |
| 1859–1876  | Nikolaus Franz Florentini                                              |                                    |
| 1877–1879  | Kaspar II Willi                                                        |                                    |
| 1879–1888  | Franz Konstantin Rampa                                                 |                                    |
| 1888–1908  | Johannes Fidelis Battaglia                                             |                                    |
| 1908–1932  | Georg Schmid von Grüneck                                               |                                    |
| 1932–1941  | Laurenz Matthias Vincenz                                               |                                    |
| 1941–1962  | Cristiano Caminada                                                     |                                    |
| 1962–1990  | Johannes Vonderach                                                     |                                    |
| 1990–1997  | Wolfgang Haas                                                          |                                    |
| 1997–2007  | Amédée Grab                                                            |                                    |
| From 2007  | Vitus Huonder                                                          |                                    |

## Estadístiques
A finals del 2013, la diòcesi tenia 650.660 batejats sobre una població d'1.859.376 persones, equivalent al 35,0% del total.
| any  | població | població  | població | sacerdots | sacerdots       | sacerdots       | sacerdots             | diàques | religiosos | religiosos | parroquies |
| ---- | -------- | --------- | -------- | --------- | --------------- | --------------- | --------------------- | ------- | ---------- | ---------- | ---------- |
| any  | batejats | total     | %        | total     | clergat secular | clergat regular | batejats por sacerdot | diàques | homes      | dones      |            |
| 1948 | ?        | 980.162   | ?        | 960       | 545             | 415             | ?                     |         | 497        | 3.160      | 264        |
| 1970 | 555.360  | 1.311.930 | 42,3     | 974       | 574             | 400             | 570                   |         | 400        | 2.565      | 259        |
| 1980 | 790.000  | 1.690.000 | 46,7     | 973       | 571             | 402             | 811                   |         | 477        | 1.935      | 340        |
| 1990 | 726.000  | 1.631.000 | 44,5     | 787       | 480             | 307             | 922                   | 2       | 365        | 1.883      | 341        |
| 1999 | 684.930  | 1.649.000 | 41,5     | 659       | 422             | 237             | 1.039                 | 17      | 305        | 1.116      | 305        |
| 2000 | 655.500  | 1.582.100 | 41,4     | 633       | 393             | 240             | 1.035                 | 18      | 308        | 1.942      | 309        |
| 2001 | 631.020  | 1.593.555 | 39,6     | 616       | 388             | 228             | 1.024                 | 28      | 334        | 1.100      | 309        |
| 2002 | 610.030  | 1.530.450 | 39,9     | 665       | 387             | 278             | 917                   | 31      | 375        | 1.075      | 309        |
| 2003 | 658.770  | 1.706.290 | 38,6     | 673       | 377             | 296             | 978                   | 28      | 405        | 1.065      | 309        |
| 2004 | 777.280  | 1.642.575 | 47,3     | 685       | 385             | 300             | 1.134                 | 33      | 366        | 977        | 309        |
| 2006 | 686.446  | 1.655.708 | 41,5     | 661       | 381             | 280             | 1.038                 | 36      | 395        | 965        | 308        |
| 2013 | 650.660  | 1.859.376 | 35,0     | 577       | 351             | 226             | 1.127                 | 51      | 340        | 917        | 312        |